# 日雇労働求職者給付金
日雇労働求職者給付金（ひやといろうどうきゅうしょくしゃきゅうふきん）とは、雇用保険法に基づく求職者給付のひとつ。日雇労働被保険者が失業状態にあるときに、所定の要件を満たすと支給される（現金給付）。
日雇労働者を主な対象とした失業等給付は日雇労働求職者給付金である。また、移転費・求職支援活動費・教育訓練給付金（一般被保険者・高年齢被保険者でなくなった日から原則1年以内に限る。施行規則第101条の2の3）・常用就職支度手当を受給できる場合がある。また雇用保険二事業の利用も可能である。

## 日雇労働被保険者
- 雇用保険法については、以下では条数のみ記す。

雇用保険法においては、被保険者である日雇労働者（日々または30日以内の有期契約で雇用される者、第42条）であって、以下のいずれかに該当する者を日雇労働被保険者という（第43条1項）。
- 適用区域（公共職業安定所までの交通が便利である区域）に居住し、適用事業に雇用される者
- 適用区域外の地域に居住し、適用区域内にある適用事業に雇用される者
- 適用区域外の地域に居住し、厚生労働大臣が指定する適用区域外の地域にある適用事業に雇用される者
- 上記の者のほか、日雇労働被保険者の任意加入の申請をし、公共職業安定所長の認可を受けた者

日雇労働被保険者であり、同じ事業主の適用事業に以前2か月間にわたって各月18日以上雇用された者、又は同一の事業主の適用事業に連続して31日以上雇用された場合であっても、日雇労働被保険者資格継続の認可の申請を行い公共職業安定所長の認可を受けることにより、引き続き日雇労働被保険者となることができる（第43条2項）。認可を受けなかった場合、
- 各月に18日以上雇用された2月の初日・同一の事業主の適用事業に雇用される日数が連続して31日以上に至った日（切替日）に65歳未満であれば、一般の被保険者又は短期雇用特例被保険者となる。
- 切替日に65歳以上であれば、高年齢被保険者又は短期雇用特例被保険者となる。
- 認可を受けなかったため、日雇労働被保険者とされなくなった最初の月に離職し、失業した場合には、その失業した月の間における日雇労働求職者給付金の支給については、その者を日雇労働被保険者とみなす（第43条3項）。

### 日雇手帳
日雇労働者は、日雇労働被保険者となる要件を満たしたときは、その要件を満たすに至った日から5日以内に、日雇労働被保険者資格取得届を、管轄公共職業安定所の長に提出しなければならない（施行規則第72条）。任意加入の認可を受けようとするときは、管轄公共職業安定所に出頭し、日雇労働被保険者任意加入申請書を管轄公共職業安定所の長に提出しなければならない（施行規則第71条）。管轄公共職業安定所の長は、届出・申請者に対しその事実を証明する書類等の提出を求めることができ、提出を受けて、あるいは認可をしたときは、日雇労働被保険者手帳（俗に言う「日雇手帳」「白手帳」「センター手帳」。以下、日雇手帳と略する）をその者に交付しなければならない（第44条、施行規則第73条）。日雇手帳の交付は、届出者が日雇労働者および日雇労働被保険者に該当該当すると認められる場合に限る。日雇手帳の有効期間は、日雇労働被保険者となってから1年間である。有効期間経過後は1年ごとに手帳を更新する。

## 日雇労働求職者給付金の給付
日雇労働者の生活を保障するため、日雇労働求職者給付金制度（いわゆる日雇雇用保険制度。雇用保険の失業等給付のうちの求職者給付のひとつ）が設けられている。支給を受けるにあたって年齢制限はない。したがって、「失業状態」であれば何歳であっても給付を受けることができる。

### 普通給付
日雇労働被保険者の失業の認定は日々その日の分について行われる（施行規則第75条1項）。この場合において管轄公共職業安定所長は、当該認定を受けようとする者の求職活動の内容を確認するものとする（施行規則第75条2項）。支給を受けるためには、公共職業安定所に出頭し求職の申し込みを行った上で（第47条2項）、日雇手帳を提出する（出頭時間は公共職業安定所によって異なるが通常は朝7時から9時までの間、施行規則第75条6項）。同じ日の指定された時刻（おおむね朝11時ごろ）に再度公共職業安定所に出頭し、失業していたと認定された日数分の求職者給付を受けることとなる。なお、日雇労働者は通常就業地を転々とすることが多いので、自分の住所地を管轄する公共職業安定所でなくとも給付を受けることができる（自ら選択する公共職業安定所において申し込みを行う。ただし日雇派遣労働者については、厚生労働省職業安定局長の定める公共職業安定所に限る）。天災その他やむを得ない理由で出頭できないときは、その理由がやんだ日の翌日から起算して7日以内に認定を受けることができる。
給付を受けようとする月の前2月間において合計26日以上の日雇就労を適用事業所で行い、就業した事業所から日雇手帳に雇用保険印紙の貼付または印紙保険料納付計器の押捺を受けることにより、その数と納付額に応じて1月につき13日～17日分に相当する日雇労働求職者給付金を公共職業安定所から受けることができるものとされる（第45条）。
日雇労働求職者給付金（普通給付）の日額は、下記のとおり（第48条）。
- 第1級印紙保険料が24日分以上納付されているとき、日額7,500円
- 第1級印紙保険料及び第2級印紙保険料が合計して24日分以上納付されているとき、または第1級、第2級、第3級印紙保険料の順に選んだ24日分の印紙保険料の平均額が第2級印紙保険料の日額以上であるとき、日額6,200円
- 上記以外の場合、日額4,100円

給付を受けようとする月の前月、前々月の印紙の合計枚数について、給付を受けることのできる日数は下記のとおり（第50条1項）。
- 26枚～31枚・・・給付を受けようとする月の最大給付日数13日
- 32枚～35枚・・・給付を受けようとする月の最大給付日数14日
- 36枚～39枚・・・給付を受けようとする月の最大給付日数15日
- 40枚～43枚・・・給付を受けようとする月の最大給付日数16日
- 44枚以上・・・給付を受けようとする月の最大給付日数17日

失業であった日については、公共職業安定所の開庁日でなくとも給付をうけることができる。職安の閉庁日（土曜、日曜および祝祭日）に失業した場合については、当該閉庁日の翌日から1か月以内であれば支給を受けることができる。各週（日曜日～土曜日）において、仕事に就かなかった最初の日（「不就労日」）については給付を受けることはできない（一般的な失業等給付における「待期」に相当する。第50条2項）。したがって、1週間で最大限給付を受けられる日数は6日分である。各週の最初に公共職業安定所に出頭した日に、「不就労届」を提出する必要がある。「不就労届」には、先述の「不就労日」および職安の閉庁日において失業していた日を記入する。「不就労日」については単に職業に就かなかった事実を確かめればよく、その日については労働の意思や能力は問われない。
日雇労働求職者給付金については、「失業状態」すなわち仕事に就く意思、能力があるにもかかわらず仕事に就くことができない状態において支給されるのであって、単に印紙を貼付した日雇手帳を所有しているということのみをもって支給されるものではない。したがって、日雇就労という雇用形態が存在しないとされる地域の職安や、自己の就労現場と無関係の職安に出頭した場合については、「失業状態」にないという理由で給付を断られることがある。おおよそ仕事に就き得ない健康状態（例えば、重い病気やけが、産前産後期間など）であるときについても、「失業状態」ではないという理由で支給されない。

### 特例給付
日雇労働被保険者の中には、ある期間は比較的失業することなく就業し、他の特定の期間に継続的に失業する者がある。このような日雇労働被保険者が失業した場合において、次のいずれにも該当するときは、管轄公共職業安定所長に申し出て（普通給付とは異なり、住所地の公共職業安定所でしか支給を受けられない）、特例給付による日雇労働求職者給付金の支給を受けることができる（第53条1項）。
- 継続する6月間（基礎期間）に、印紙保険料を各月11日分以上、かつ、通算して78日分以上納付している。
- 基礎期間のうち後の5月間に普通給付又は特例給付による日雇労働求職者給付金の支給を受けていない。
- 基礎期間の最後の月の翌月以後2月間に、普通給付による日雇労働求職者給付金の支給を受けていない。

特例給付を受ける申出は、基礎期間の最後の月の翌月以後4月の期間内に、管轄公共職業安定所長に日雇手帳を提出して行う（第53条2項）。申出をした日から起算して4週間に1回ずつ、管轄公共職業安定所で失業の認定を受ける。したがって、認定日には最大で24日分（4週×6日）支給されることになる。基礎期間の最後の月の翌月以後4月の期間内（受給期間内）の失業している日につき、通算して60日分を限度として支給される（第54条1号）。なお、基本手当と同様に、失業の認定日の変更及び証明書による認定も行える。
日雇労働求職者給付金（特例給付）の日額は、下記のとおり（第54条2号）。
- 第1級印紙保険料が72日分以上納付されているとき、日額7,500円
- 第1級印紙保険料及び第2級印紙保険料が合計して72日分以上納付されているとき、または第1級、第2級、第3級印紙保険料の順に選んだ72日分の印紙保険料の平均額が第2級印紙保険料の日額以上であるとき、日額6,200円
- 上記以外の場合、日額4,100円

## 印紙保険料
印紙保険料とは、事業主が一般保険料のほかに、日雇労働被保険者に係る雇用保険料として納付するものである。
日雇労働被保険者は、事業主に使用されるたびに、その所持する日雇手帳を提出しなければならない。賃金の支払いを受ける都度、就労1日ごとに1枚の印紙の貼付または押捺を日雇手帳に受ける。これを事業主の側から見れば、日雇労働被保険者を使用するたびに、日雇手帳を提出させ、賃金を支払う都度（賃金が後払いの場合、印紙の貼付・消印を行う日は日雇労働被保険者を使用した日ではなく、現実の賃金支払日である）、日雇手帳に印紙の貼付・消印を行うことにより、印紙保険料を納付しなければならない。
雇用保険印紙は、支払われた賃金額に応じて1級から3級に分類される。負担割合は労使折半である。請負事業の一括により元請負人が事業主とされる場合であっても、元請ではなく下請が事業主として負担する。日雇労働被保険者が1日において2以上の事業所に使用される場合においては、初めにその者を使用する事業主が納付義務を負うこととされている。
- 第1級印紙保険料（日額） 176円 日給11,300円以上の場合
- 第2級印紙保険料（日額） 146円 日給8,200円以上11,300円未満の場合
- 第3級印紙保険料（日額） 96円 日給8,200円未満の場合

事業主は、雇用保険印紙を購入しようとするときは、あらかじめ雇用保険印紙購入通帳交付申請書を所轄公共職業安定所長に提出して、雇用保険印紙購入通帳（印紙通帳）の交付を受けたうえで、印紙通帳に綴じ込まれている購入申込書に必要事項を記入して、日本郵便株式会社の営業所（郵便の業務を行うものに限る）に提出しなければならない。印紙通帳の有効期間は、交付日の属する保険年度に限られ、通常毎年3月中に新年度の印紙通帳の交付を受けて有効期間を更新する。
雇用保険に係る保険関係が消滅したとき・日雇労働被保険者を使用しなくなったとき（あらかじめ所轄公共職業安定所長の確認が必要）、雇用保険印紙が変更されたとき（6月以内）は、事業主は雇用保険印紙の買い戻しを申し出ることができる。なお、事業主は、雇用保険印紙を譲渡し、又は譲り受けてはならない（罰則はない）。また事業主その他正当な権限を有する者を除いては、何人も消印を受けない雇用保険印紙を所持してはならない。
事業主は、日雇労働被保険者を使用した場合には、印紙保険料の納付に関する帳簿を備えて、毎月におけるその納付状況を記載し、かつ翌月末日までに当該納付状況を所轄公共職業安定所長を経由して所轄都道府県労働局歳入徴収官に報告しなければならない。印紙の受け払いのない月についても同様である。
事業主は、印紙保険料に係る事務を、労働保険事務組合に委託することは認められていない。したがって雇用保険に係る諸事務を一括して労働保険事務組合に委託している場合であっても、印紙の購入・貼付・消印は事業主が行わなければならない。
事業主が印紙保険料の納付を怠った場合には、政府（所轄都道府県労働局歳入徴収官に事務委任）は調査を行い、納付すべき印紙保険料の額を決定し（認定決定、徴収法第25条1項）、当該調査決定した日から20日以内の休日でない日を納期限と定め、納入告知書にて事業主に通知する。さらに、事業主に正当な理由がないと認められる場合には、決定された印紙保険料の25%に相当する額の追徴金（徴収法第25条2項、3項）を徴収する（計算した追徴金の額が1,000円未満の場合は徴収しない）。この場合、政府はその通知を発する日から起算して30日を経過した日を納期限をして、事業主に対し追徴金の額及び納期限について通知しなければならない。認定決定された印紙保険料・追徴金については、口座振替や印紙の貼付・消印による納付はできず、現金で直接日本銀行（本店、支店、代理店、歳入代理店）又は所轄都道府県労働局収入官吏に納付しなければならない。なお、「正当な理由」に、単に日雇労働被保険者が日雇手帳を提出しなかったことにより印紙の貼付・消印ができなかったという理由は含まれない。
事業主が印紙の貼付・消印を行わなかった場合、帳簿の未備え・虚偽記載・虚偽報告をした場合は、6月以下の懲役または30万円以下の罰金に処せられる。

## 給付制限
日雇労働求職者給付金の支給を受けることができる者が、偽りその他不正の行為により求職者給付又は就職促進給付の支給を受け、又は受けようとしたときは、やむをえない場合を除き、その支給を受け、又は受けようとした月及びその月の翌月から3ヶ月間は、日雇労働求職者給付金は支給されない。なお、やむをえない理由がある場合には、日雇労働求職者給付金の全部または一部を支給することはできる（第52条3項）。
日雇労働求職者給付金の支給を受けることができる者が、正当な理由なく公共職業安定所の紹介する業務に就くことを拒んだときは、その拒んだ日から起算して7日間は、日雇労働求職者給付金は支給されない（第52条1項）。なお、一般被保険者のような、公共職業訓練等の受講拒否・職業指導拒否・離職理由による給付制限は、日雇労働被保険者には適用されない。
日雇手帳を所持する者の中には、実際には日雇労働を行わず、雇用保険印紙を適用事業所やそこから横流しされた売人などから「購入」して不正に給付を受けている者も相当数いるとされ、問題となっている。不正受給が発覚した場合は当然に受給資格を失い、職安に手帳を没収されることもある。

## 基本手当等との調整
日雇労働求職者給付金の受給資格者が、基本手当の支給を受けたときは、その支給の対象となった日については日雇労働求職者給付金が支給されず、日雇労働求職者給付金の支給を受けたときは、その支給の対象となった日については基本手当は支給されない（第46条）。つまり、基本手当と日雇労働求職者給付金はどちらか一方しか支給されないのである。高年齢求職者給付金と日雇労働求職者給付金についてもどちらか一方しか支給されない（第37条の2）。また普通給付と特例給付の併給もできない。